# アニュラス・ザバラ
アニュラス・ザバラ（Aneurys Zabala、1996年12月21日 - ）は、ドミニカ共和国サントドミンゴ出身のプロ野球選手（投手）。右投右打。北海道日本ハムファイターズ所属。

## 経歴

### プロ入りとマリナーズ傘下時代
2014年にアマチュアFAでシアトル・マリナーズと契約してプロ入り。プロ入り後はドミニカン・サマーリーグ・マリナーズでプロデビューを果たした。この年は14試合（12先発）で1勝6敗、防御率4.33を記録した。
2015年はアリゾナリーグ・マリナーズでプレーした。14試合で2勝2敗、防御率6.56の成績を残した。
2016年もアリゾナリーグ・マリナーズでプレーした。16試合で1勝5敗、防御率2.88を記録した。

### ドジャース傘下時代
2017年3月1日にチェイス・デヨングとのトレードでドリュー・ジャクソンと共にロサンゼルス・ドジャースに移籍した。移籍後はルーキー級のアリゾナリーグ・ドジャースとA級のグレートレイクス・ルーンズでプレーし、2チームの合計で15試合に登板し、4勝2敗、防御率7.66を記録した。

### レッズ傘下時代
2018年7月4日にディラン・フローロ、ザック・ニール、インターナショナル・ボーナス・プール（海外選手契約金枠）とのトレードで、ジェームズ・マリナンと共にシンシナティ・レッズに移籍した。移籍後はA級のデイトン・ドラゴンズに配属された。
2019年は、A+級のデイトナ・トーテュガスで39試合に登板して、1勝2敗、防御率5.63の成績を残した。
2020年は、新型コロナウイルスの影響でマイナーリーグの試合が開催されなかったため、プレーしなかった。11月2日にFAになった。

### フィリーズ傘下時代
2020年12月31日にフィラデルフィア・フィリーズとマイナー契約を結んだ。
2021年はA級のレイクウッド・ブルークロウズとAA級のレディング・ファイティン・フィルズでプレーした。2チームの合計で33試合に登板して3勝5敗、防御率6.75を記録した。オフの11月7日にFAになった。

### マーリンズ時代
2021年11月17日にマイアミ・マーリンズとマイナー契約を結んだ。
2022年はAAA級ジャクソンビル・ジャンボシュリンプで開幕を迎え、6月11日にメジャー契約を結んでアクティブ・ロースター入りし、6月12日のヒューストン・アストロズ戦でメジャーデビューを果たした。1試合のみの登板で翌6月13日にDFAとなり、6月16日にマイナー契約で残留した。8月1日に再びメジャー契約を結んで再昇格したが、またも1試合のみの登板で8月6日にDFAとなった。8月8日にマイナー契約で残留した。

### タイガース傘下時代
2022年12月27日、デトロイト・タイガースとマイナー契約を結んだ。
2023年はAAA級トレド・マッドヘンズで53試合（65.2回）に登板し、 7勝3敗5セーブ8ホールド、防御率4.25の成績を残した

### 日本ハム時代
2023年12月11日、北海道日本ハムファイターズに入団することが発表された。単年契約で、推定年俸は1億1000万円＋出来高払い。背番号は42。
2024年は16試合に登板し、1ホールド1セーブ、防御率1.20を記録。12月2日に公示された保留選手名簿からは漏れたが、12月17日に推定年俸6000万円で再契約した。

## 投球スタイル
速球は最速101mph（162.5km/h）を計測し、安定して90mph後半の速球を投げることができる。
2024年6月14日の読売ジャイアンツ戦（エスコンフィールドHOKKAIDO）では、同球場最速となる162km/hを記録した。

## 人物
愛称は「ランサ・ジャム」。スペイン語で"火を投げる"という意味。力強く速いストレートを投じることからつけられたという。

## 詳細情報

### 年度別投手成績
| 年 度    | 球 団    | 登 板 | 先 発 | 完 投 | 完 封 | 無 四 球 | 勝 利 | 敗 戦 | セ 丨 ブ | ホ 丨 ル ド | 勝 率 | 打 者 | 投 球 回 | 被 安 打 | 被 本 塁 打 | 与 四 球 | 敬 遠 | 与 死 球 | 奪 三 振 | 暴 投 | ボ 丨 ク | 失 点 | 自 責 点 | 防 御 率 | W H I P |
| -------- | -------- | ----- | ----- | ----- | ----- | -------- | ----- | ----- | -------- | ----------- | ----- | ----- | -------- | -------- | ----------- | -------- | ----- | -------- | -------- | ----- | -------- | ----- | -------- | -------- | ------- |
| 2022     | MIA      | 2     | 0     | 0     | 0     | 0        | 0     | 0     | 0        | 0           | ----- | 11    | 2.2      | 3        | 0           | 1        | 0     | 0        | 2        | 0     | 0        | 0     | 0        | 0.00     | 1.50    |
| 2024     | 日本ハム | 16    | 0     | 0     | 0     | 0        | 0     | 0     | 1        | 1           | ----- | 61    | 15       | 7        | 1           | 8        | 0     | 1        | 15       | 0     | 0        | 4     | 2        | 1.20     | 1.00    |
| MLB：1年 | MLB：1年 | 2     | 0     | 0     | 0     | 0        | 0     | 0     | 0        | 0           | ----- | 11    | 2.2      | 3        | 0           | 1        | 0     | 0        | 2        | 0     | 0        | 0     | 0        | 0.00     | 1.50    |
| NPB：1年 | NPB：1年 | 16    | 0     | 0     | 0     | 0        | 0     | 0     | 1        | 1           | ----- | 61    | 15       | 7        | 1           | 8        | 0     | 1        | 15       | 0     | 0        | 4     | 2        | 1.20     | 1.00    |

- 2024年度シーズン終了時

### 年度別守備成績
| 年 度 | 球 団  | 投手（P） | 投手（P） | 投手（P） | 投手（P） | 投手（P） | 投手（P） |
| 年 度 | 球 団  | 試 合     | 刺 殺     | 補 殺     | 失 策     | 併 殺     | 守 備 率  |
| ----- | ------ | --------- | --------- | --------- | --------- | --------- | --------- |
| 2022  | MIA    | 2         | 0         | 0         | 0         | 0         | ----      |
| 2024  | 日ハム | 16        | 1         | 1         | 2         | 0         | .500      |
| MLB   | MLB    | 2         | 0         | 0         | 0         | 0         | ----      |
| NPB   | NPB    | 16        | 1         | 1         | 2         | 0         | .500      |

- 2024年度シーズン終了時

### 記録

#### NPB
初記録
- 初登板：2024年5月30日、対阪神タイガース2回戦（阪神甲子園球場）、9回裏に3番手で救援登板・完了、1回無失点
- 初奪三振：2024年6月2日、対横浜DeNAベイスターズ3回戦（エスコンフィールドHOKKAIDO）、9回表に宮﨑敏郎から空振り三振
- 初セーブ：2024年6月7日、対東京ヤクルトスワローズ1回戦（明治神宮野球場）、11回裏に7番手で救援登板・完了、1回無失点
- 初ホールド：2024年6月16日、対読売ジャイアンツ3回戦（エスコンフィールドHOKKAIDO）、10回表二死に6番手で救援登板、1回1/3無失点

### 背番号
- 80（2022年）
- 42（2024年 - ）